# Тхор, Павел Ефимович
Павел Ефимович Тхор (11 августа 1912, Подлипное, Конотопский уезд, Черниговская губерния — 22 декабря 1992, Екатеринбург) — советский инженер-конструктор, лауреат Ленинской премии (1966).

## Биография
Родился 11 августа 1912 года в селе Подлипное Конотопского уезда Черниговской губернии (ныне — село в Сумской области Украины).
Окончил Харьковский университет (1938), отделение математики. Учитель в школе (1938—1939), инженер-конструктор Харьковского турбогенераторного завода (1939—1941).
В 1941—1985 годах работал на Турбомоторном заводе в Свердловске: инженер-конструктор, начальник конструкторского бюро (1951—1968), начальник отдела расчетов, инженер-конструктор СКБ.
Руководил выполнением расчётов при проектировании теплофикационных турбин мощностью от 6 до 250 тысяч кВт. За создание теплофикационной турбины мощностью 100 тысяч кВт удостоен Ленинской премии.
Автор многих изобретений. Награждён орденами и медалями.